# Leucocercops dasmophora
Leucocercops dasmophora là một loài bướm đêm thuộc họ Gracillariidae. Nó sống ở Nam Phi.
Ấu trùng ăn Parinari capensis. Chúng có thể ăn lá nơi chúng làm tổ.